# Halina Kwiatkowska

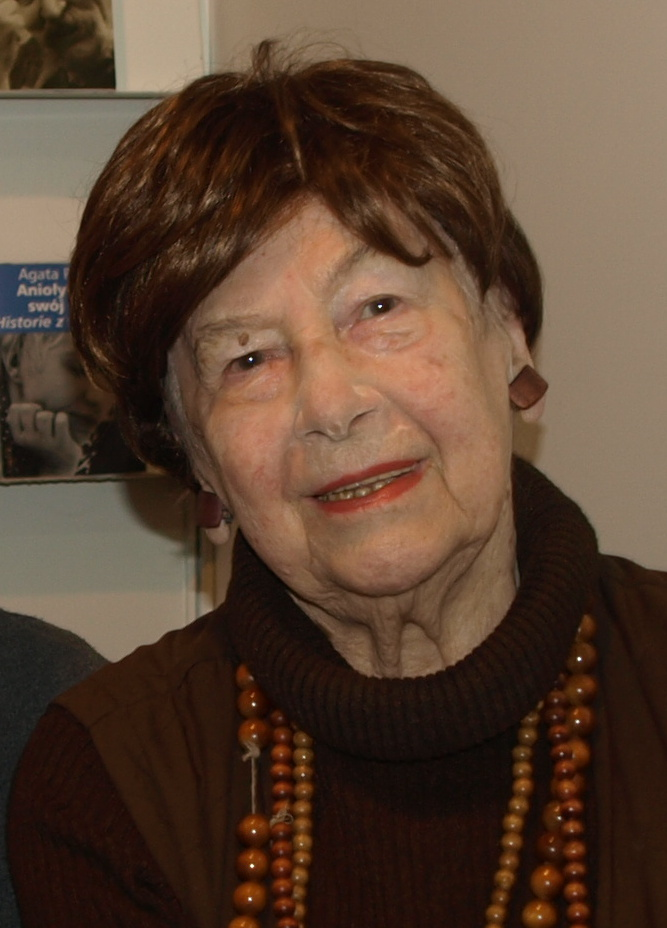

Halina Kwiatkowska, née le 25 avril 1921 à Bochnia, en Pologne et morte le 13 novembre 2020 à Konstancin-Jeziorna est une actrice polonaise.

## Filmographie partielle

### Cinéma
- 1958 : Cendres et Diamant (Popiól i diament) d'Andrzej Wajda
- 1968 : La Poupée (Lalka) de Wojciech Has
- 2005 : Karol, l'homme qui devint pape (Karol, un uomo diventato papa) de  	Giacomo Battiato (téléfilm)
- 2007 : Et puis les touristes (Am Ende kommen Touristen) de Robert Thalheim